# 1912年鐵路
此條目列出1912年發生有關鐵路運輸的事件。

## 事件

### 1月
- 1月22日：佛羅里達東岸鐵路（英语：Florida East Coast Railway）開通基韋斯特延線[1]。
- 1月25日：臺東北線鳳林停車場（今鳳林車站）啟用。

### 2月
- 2月11日：戶倉站啟用。
- 2月15日：漢堡地鐵3號線（英语：U3 (Hamburg U-Bahn)）通車。

### 3月
- 3月28日：內房線通車。

### 4月
- 4月1日：沙頭角支線通車。

### 5月
- 5月29日：紐約、威斯徹斯特及波士頓鐵路（英语：New York, Westchester and Boston railway）通車。

### 7月
- 7月25日：京元線議政府站至漣川站通車。
- 7月28日：中央倫敦鐵路由銀行站延長至利物浦街站。

### 8月
- 8月15日：黑石輕便線、京阪電氣鐵道京津線、石山坂本線通車。
- 8月25日：越後線通車。

### 9月
- 9月2日：羽越本線通車。

### 10月
- 10月20日：吉長鐵路通車。
- 10月25日：吉野線通車。
- 10月28日：石卷線通車。

### 11月
- 11月：津浦鐵路黃河大橋通車，全線啟用。
- 11月3日：京成本線通車。
- 11月23日：廣島電鐵白島線、宇品線通車。

### 12月
- 12月：阿里山林業鐵路通車。
- 12月28日：久留里線通車。